# Möldri (Rõuge)
Möldri is een plaats in de Estlandse gemeente Rõuge, provincie Võrumaa. De plaats heeft de status van dorp (Estisch: küla).

## Bevolking
Het dorp had 22 inwoners op 31 december 2011 en 18 inwoners op 31 december 2021.

## Ligging
De rivier Rõuge stroomt langs Möldri en passeert hier de meren Ratasjärv en Tõugjärv. De plaats ligt direct ten noorden van Rõuge, de hoofdplaats van de gemeente.

## Geschiedenis
Möldri werd voor het eerst genoemd in 1627 onder de naam Moldri Mick, een molen op het landgoed van Rauge (Rõuge). In 1765 werd de plaats genoemd als dorp. In de jaren 1977-1997 was Möldri opgedeeld tussen Rõuge en Kahrila-Mustahamba. In 1997 werd het dorp weer zelfstandig, maar het was groter dan voorheen. Het vroegere dorp Sikasuu, dat in 1977 verdwenen was, maakte nu deel uit van Möldri.